# Auguste Hohenschild
Sidonie Marie Auguste Caroline Hohenschild (Darmstadt, 29 settembre 1851 – Darmstadt, 15 luglio 1938) è stata un contralto e insegnante tedesca. La sua insegnante fu Amalie Joachim e si esibì insieme a Marie Fillunger, tra gli altri. Dal 1893 al 1922 fu sposata con Andreas Heusler, uno studioso tedesco, e visse a Berlino per diversi anni.

## Biografia
Auguste Hohenschild era la figlia del medico di Darmstadt Ludwig Ernst Wilhelm Hohenschild (1829-1862) e di sua moglie Auguste Hohenschild nata Fröhlich. Probabilmente nacque a Darmstadt e aveva una sorella minore. Da gennaio a ottobre 1870 studiò pianoforte alla Königliche Hochschule für Musik e cantò dal 1872 al 1873 come allieva, tra gli altri, di Amalie Joachim. Fu poi assistente insegnante di canto in questa istituzione dal 1874 al 1877. Fu anche "attiva per alcuni anni come insegnante presso l'Università della musica e del teatro di Lipsia". Secondo un annuncio dell'Allgemeine deutsche Musikzeitung, la Hohenschild insegnò alla Universität der Künste Berlin fino all'aprile 1878. Smise quindi di insegnare per dedicarsi al suo lavoro di cantante.
Nel Berliner Adressbuch, sua madre Auguste Hohenschild nata Fröhlich è registrata dal 1872, si può presumere che la Hohenschild abbia vissuto con sua madre a Berlino dal 1870 in poi a causa dei suoi studi. La Hohenschild appare per la prima volta in modo indipendente nella rubrica di Berlino come cantante di concerti e insegnante di canto dal 1885. Nel 1881 visse insieme a sua madre a Francoforte per un breve periodo, probabilmente a causa delle sue attività concertistiche.
Nel gennaio 1893 la Hohenschild sposò Andreas Heusler. Vivevano insieme allo Schöneberger Ufer 41. Durante il loro matrimonio si tenevano regolari serate di musica nell'appartamento condiviso. Lo stesso Heusler era molto interessato alla musica, suonava il violino ed era in contatto con Joseph Joachim. La coppia si separò nel 1901 e divorziò nel 1922. Nel 1901 Auguste Hohenschild visse per alcuni mesi con la madre e la sorella a Schönberg, ora un quartiere di Bensheim. Viene menzionata per la prima volta nel 1904 come Auguste Heusler nel Berliner Adressbuch e nel 1906 come insegnante di canto Auguste Heusler-Hohenschild. Non ci sono più voci nel Berliner Adressbuch dal 1909.
Auguste Hohenschild morì il 15 luglio 1938 a Darmstadt all'età di 86 anni.

## Attività concertistica
La Hohenschild tenne concerti principalmente dal 1870 fino al suo matrimonio nel 1892. Sono documentati concerti congiunti con Marie Fillunger: ad esempio il 29 gennaio 1875 ad Amburgo nel 2º concerto in abbonamento del Voigt'schen Cäcilienverein e il 4 e 5 marzo 1888 al concerto dell'Essener Musikverein nel suo 50º anniversario. Le ricostruzioni tramite l'Allgemeine Deutsche Musikzeitung si riferiscono a concerti ad Amburgo, Berlino, Potsdam, Darmstadt, Francoforte, Kassel, Basilea, Colonia, Aquisgrana e Brema tra il 1875 e il 1878. Cantò nel Requiem di Mozart e canzoni e arie di Schubert, Schumann, Brahms, Beethoven, Cherubini, Hiller, Spohr, in oratori come Jephtha di Händel e Paulus di Mendelssohn Bartholdy. Nel 1878 si esibì a Brema con Marie Fillunger, Amalie Joachim, accanto a Pablo de Sarasate e Joseph Joachim, che apparvero anche ai concerti.
La Hohenschild è menzionata nel 1886, 1889, 1890 e 1891 nella Neue Zeitschrift für Musik elencata come cantante (contralto) negli annunci dell'agenzia di concerti Hermann Wolff, nella rivista Signale für die musikalische Welt nel 1888.
Secondo una recensione del concerto dell'Allgemeine musikalische Zeitung, si esibì a Stoccarda nel 1881 dove cantò l'aria "Hellstrahlender Tag" da Odysseus di Max Bruch, così come "Mainacht" di Brahms, "Sympathie" di Joseph Haydn e "Im Volkston" di Hans Schmidt.
In un articolo pubblicato nel 1894 sulla Königliche Hochschule für Musik Berlin nel Mitteilungen des Vereins für die Geschichte Berlins, la Hohenschild è menzionata in un elenco degli studenti di successo e famosi della Hochschule.

## Esigenze di ricerca
A causa delle scarse fonti disponibili, molte domande rimangono senza risposta riguardo all'educazione musicale e alle attività concertistiche della Hohenschild, alla durata delle sue lezioni con Amalie Joachim e alle informazioni sui suoi studenti di canto. Un'ampia ricerca sulle recensioni di concerti nelle riviste di musica del XIX secolo consentirebbe di identificare ulteriori fasi del suo lavoro artistico e quindi di ricostruire approssimativamente il tempo e il luogo delle sue attività concertistiche ed il suo repertorio.